# Canton de Thouars-1
Le canton de Thouars-1 est une ancienne division administrative française située dans le département des Deux-Sèvres et la région Poitou-Charentes.

## Géographie
Le canton de Thouars-1 était organisé autour de Thouars dans l'arrondissement de Bressuire. Son altitude variait de 36 m (Tourtenay) à 133 m (Oiron) pour une altitude moyenne de 83 m.

## Histoire
Le canton est créé par le décret du 13 juillet 1973 scindant le canton de Thouars en deux.
Il est supprimé par le redécoupage cantonal de 2014 qui prend effet lors des élections départementales de mars 2015. Ses communes sont alors rattachées au canton du Val de Thouet, hormis Missé, Saint-Jacques-de-Thouars, Saint-Jean-de-Thouars et Thouars rattachées à celui de Thouars.

## Représentation
| Période | Période | Identité       | Étiquette | Qualité |
| ------- | ------- | -------------- | --------- | --- |
| 1973    | 1985    | Jacques Ménard | CNIP      | Vétérinaire Sénateur (1957-1986) Maire de Thouars (1953-1978) Conseiller général du canton de Thouars (1949-1973)                                                     |
| 1985    | 2004    | Philippe Morin | DVD       | Chef d'entreprise Conseiller municipal de Thouars |
| 2004    | 2015    | Patrice Pineau | PS        | Chef du service de biologie au Centre hospitalier Maire de Thouars depuis 2008 Président de la communauté de communes du Thouarsais Vice-président du Conseil général |

## Composition
Le canton de Thouars-1 regroupait onze communes entières et une fraction de la commune de Thouars.
| Communes                 | Population (2012) | Code postal | Code Insee |
| ------------------------ | ----------------- | ----------- | ---------- |
| Brie                     | 194               | 79100       | 79054      |
| Missé                    | 860               | 79100       | 79178      |
| Oiron                    | 936               | 79100       | 79196      |
| Pas-de-Jeu               | 412               | 79100       | 79203      |
| Saint-Cyr-la-Lande       | 356               | 79100       | 79244      |
| Saint-Jacques-de-Thouars | 466               | 79100       | 79258      |
| Saint-Jean-de-Thouars    | 1 333             | 79100       | 79259      |
| Saint-Léger-de-Montbrun  | 1 234             | 79100       | 79265      |
| Saint-Martin-de-Mâcon    | 340               | 79100       | 79274      |
| Taizé                    | 769               | 79100       | 79321      |
| Thouars (*)              | (*) 4 485         | 79100       | 79329      |
| Tourtenay                | 138               | 79100       | 79331      |

(*) Fraction de commune délimitée par l'axe des voies ci-après : à partir du Thouet, les remparts du parc Imbert, la rue Balzac, le boulevard Ernest-Renan, la place du Boël, la rue Gambetta, la ligne S. N. C. F. située au Nord des rues Danton et Waldeck-Rousseau, le passage à niveau de la route de Launay et le chemin départemental n° 63 jusqu'à la limite des communes de Thouars et de Louzy.

## Démographie
| 1975 | 1982 | 1990 | 1999 | 2006   | 2009   | 2012    |
| ---- | ---- | ---- | ---- | ------ | ------ | ------- |
| -    | -    | -    | -    | 11 899 | 11 823 | 11 523, |